# ГЕС Порсі
ГЕС Порсі (швед. Porsi kraftstation) – гідроелектростанція на півночі Швеції. Знаходячись між ГЕС Messaure (вище по течії) та ГЕС Laxede, входить до складу каскаду на річці Лулеельвен, яка впадає у Ботнічну затоку Балтійського моря біля міста Лулео.
В межах проекту річку перекрили земляною греблею висотою 37 метрів та довжиною 953 метри, яка утримує водосховище Стора-Лулеельвен з припустимим коливанням рівня поверхні в діапазоні до 2,5 метра. Можливо відзначити, що сюди впадає найбільша притока Лулеельвен Лілла-Лулеельвен,  при цьому ресурс з останньої потрапляє в Стора-Лулеельвен переважно через відвідний дериваційний тунель ГЕС Летсі. 
Розташований біля греблі машинний зал первісно обладнали двома турбінами типу Каплан потужністю по 75 МВт, введеними в експлуатацію у 1964 році. В 1987-му до них додали ще одну значно більшої одиничної потужності 132 МВт. Це обладнання працює при напорі у 33 метри та забезпечує виробництво 1150 млн кВт-год електроенергії на рік. 
В 1999 році на станції встановили експериментальний високовольтний генератор, який міг видавати продукцію безпосередньо в мережу високої напруги без використання трансформатора.
Диспетчерський центр для управління всім каскадом компанії Vattenfall на Лулеельвен знаходиться у Vuollerim, де й розташована ГЕС Порсі.
Також можливо відзначити, що на час спорудження ГЕС по річці ще здійснювався лісосплав, тому комплекс обладнали спеціальним водоводом довжиною 130 метрів, по якому було можливо переправляти до 25 тисяч стовбурів на годину. Втім, вже з 1978 року його використання припинилось.